# 石井克人
石井 克人 （いしい かつひと、1966年12月31日 - ）は、日本の映画監督・脚本家・映像作家。株式会社ナイスレインボー代表取締役。

## 経歴
武蔵野美術大学視覚伝達デザイン学科卒業後、東北新社に入社。CMディレクターとして勤務しながら、映画制作を開始。
初監督作品『8月の約束』でゆうばり国際冒険ファンタスティック映画祭ビデオ部門グランプリを受賞。劇場映画デビュー作は『鮫肌男と桃尻女』（望月峯太郎原作/浅野忠信主演）。以降、『PARTY7』『茶の味』（2004年/カンヌ国際映画祭監督週間オープニング作品）などを監督。
アニメーション作品では『REDLINE』（原作・脚本・音響監督）や『SHORT PEACE「GAMBO」』（原作・脚本・クリエイティブディレクター）を手がけ、『キル・ビル Vol.1』ではアニメパートの演出を担当。
その他の主な映画監督・脚本作に『山のあなた〜徳市の恋〜』『スマグラー-おまえの未来を運べ-』『ハロー！純一』など。CGアニメ『HAL&BONS』『ピロッポ』ではキャラクターデザイン、美術設定、脚本、総監督を務める。
『LUPIN THE IIIRD』シリーズでは「次元大介の墓標」「血煙の石川五右衛門」「峰不二子の嘘」『LUPIN THE IIIRD THE MOVIE 不死身の血族』にてクリエイティブ・アドバイザーとして各パートの原案、ルパンたちの好敵手、ヤエル奥崎、ホーク、ヴィンカム、ムオムなどのキャラクター原案デザインなどを務める。

## 作品

### CM
- 1993「ハウス食品クリッパー」
- 「SMAP・ニューアルバム告知」
- 1997-2003「旭化成」シリーズ 診断篇 CM歌篇
- 1997味の素「クノールカップスープ」シリーズ
- 1997湖池屋「湖池屋ポテトチップス（チッチッチッ篇）」
- ゼブラ「ジムノック（ペンは銃より強し）」
- 1999年 - 2002年「田辺製薬アスパラドリンク」（ハニホー・ヘニハー/我修院達也出演）
- 2000年 - 2001年「SKYPerfecTV」シリーズ（中居正広出演）
- 2001「サントリーBOSS」（巨人篇）
- 2001 サントリー「マグナムドライ」
- 2001「日テレ式」
- 2002　NTV「別れてもチュキな人」番組宣伝CF
- 2005 「キリンビバレッジ」
  - 「SEVEN SEVENS 登場篇」（キリンレモン77）
  - 「モンスターブラックス 逆襲篇」（キリンレモンブラック）
- 「ハンゲーム」
- 2006年富士通FMV「変身」篇（岸部一徳・木村拓哉出演）
  - ウサタクの話 全3話  - 上記続編・ウェブCMムービー（タイムマシーン3号・はむつんサーブ出演）
- アサヒグループ食品「1本満足バー」（草彅剛出演）
- サントリー「ストロング・ゼロ」（天海祐希・鈴木浩介出演）
- NTT東日本 フレッツ光（SMAP出演）『マンションの絵篇』『結婚篇』保健室（電話）篇』
- 2010キヤノン「ピクサス（フィンガーレター篇）」（岡田将生出演）
- 2011森永製菓「小さなチョコビスケット」（大野智・仲間由紀恵出演）
- 2011ハウス食品「ジャワカレー（木村作る/木村食べる篇）」（木村拓哉出演）
- 2012キリンビバレッジ「午後の紅茶（紅茶とおにぎり/上質になる/おにぎりレポート篇 他）」（亀梨和也・蒼井優出演）
- 2012ソーラーフロンティア「太陽光発電（楽しいおとなりさん篇）」（井川遥・寺島進出演）
- 2012リクルート「受験サプリ（過去問/センター対策篇）」
- 2012日産「NISSAN NEW販促（嵐theセーラーマン篇）」（嵐出演）
- 2012久光製薬「アレグラ（登場篇）」（大野智・桜庭和志出演）
- 2013DeNA「大戦乱!!三国志バトル」[1]（監督・演出・ナレーション）
  - 『プレイヤー in 桃園の誓い篇』 『プレイヤー in 三顧の礼篇』 『プレイヤー in 十万本の矢篇』『プレイヤー in 赤壁の戦い』
- 2013DeNA 「三国志ロワイヤル（謎の一言 篇）」
- 2013アース製薬「バスロマン（銭湯篇）」（生田斗真出演）
- 2013久光製薬「アレグラ（ヒーローショー/アレグラの母篇）」（大野智・桜庭和志・あき竹城出演）
- 2013日本生命「企業（会いに行くよ篇）」（綾瀬はるか出演）
- 2014キリンビバレッジ「メッツコーラ（新のつく人たちへ篇）」
- 2014カゴメ「野菜一日これ一本」（古田新太・モーニング娘。'14出演）
- 2014キリンビバレッジ「午後の紅茶（ある夏の日篇）」（亀梨和也・蒼井優出演）
- 2014大塚製薬「UL・OS（ウルオスライフ始まる/冷しウル・オス篇）」（岡田准一・石橋貴明出演）
- 2014大塚製薬「ソイカラ（夜更かしと、ソイカラ/ベタベタしない篇）」（小池栄子・原田泰造出演）
- 2014ソフトバンク「企業（つながる/人生という旅/指原修行篇」（堺雅人・指原莉乃出演）
- 2015サントリー「-196℃ストロングゼロドライ（ストロングッド篇）」（天海祐希・鈴木浩介出演）
- 2015トヨタ「Tコネクト（ジャイ子とT子/スネ夫とT子篇）」（妻夫木聡・山下智久・前田敦子・渡辺麻友・指原莉乃出演）
- 2015アサヒグループ食品「1本満足バー（マンゾクトレイン篇）」（草彅剛出演）
- 2016ソフトバンク「ギガどーん兵衛（ギガどん篇）」（中川大志出演）
- 2016スクウェア・エニックス「ドラゴンクエストモンスターズスーパーライト（夜桜前後篇）」（北大路欣也・柳楽優弥出演）
- 2016明治製菓「チョコレート効果（ポリフェノール量/習慣化篇）」（石丸幹二出演）
- 2016サントリー「-196℃ストロングゼロビターレモン（ライバル編集長崩壊篇）」（天海祐希・沢村一樹出演）
- 2016アサヒグループ食品「1本満足バー（10周年ライブ篇）」（草彅剛出演）
- 2017サントリー「-196℃ストロングゼロ（果汁と果実まるGOD篇）」（天海祐希・ウェンツ瑛士出演）
- 2017ソフトバンク「デヴィ割り（デヴュー夫人登場篇）」（デヴィ夫人・堺雅人出演）
- 2017アサヒグループ食品「1本満足バー（マンゾクな空の下篇）」（草彅剛出演）
- 2017明治「R-1乳酸菌」（沢村一樹、西田尚美出演）
- 2018久光製薬「アレグラFX/ジュニア（こどもアレグラ人参上/競歩なアレグラ人篇）」（大野智・桜庭和志出演）
- 2018サントリー「ストロングゼロ（ガツンと料理にガツンとレモン/ギョギョギョギョ餃子にドドドドドライ篇）」（天海祐希・沢村一樹出演）
- 花王「ピュオーラ（たすけてピュオーラ/泡で出てくるハミガキ！新発売篇）」（マツコ・デラックス出演）
- 明治安田生命「ベストスタイル（働けないとき、はたらく保障篇）」（松岡修造出演）
- 明治製菓「チョコレート効果（ポリフェノール/習慣化数値篇）」（石丸幹二出演）
- アサヒグループ食品「1本満足バー（満足フィットネス）」（草彅剛・森脇健児出演）
- 花王「ピュオーラ（お口の悩みとムツゴロウ）」（マツコ・デラックス・ムツゴロウ出演）
- サントリー「-196℃ストロングゼロ（結論のその先へ）」（天海祐希・沢村一樹・寺島進出演）
- 久光製薬アレグラFX「アレグラ寺の和尚/アレグラ寺の雑巾掛け）」（大野智・桜庭和志・夏木マリ出演）
- 日本コカ・コーラFanta「ファンタ坂（変顔ボトル・ぶっちゃけボトル）」（乃木坂46出演）
- 花王ピュオーラGRAN「グランな使者」（マツコ・デラックス/大久保佳代子/いとうあさこ出演）
- サントリー ストロングゼロ「ギョーザBBQ」（天海祐希、沢村一樹、寺島進出演）
- アサヒグループ食品 1本満足バー「Wつよしも満足」（草彅剛/北澤豪出演）
- 花王ピュオーラGRAN「目からビーム」（マツコ・デラックス/大久保佳代子/いとうあさこ出演）
- サントリー ストロングゼロ「レモンまるごとか、そうじゃないか」（天海祐希/沢村一樹/照英出演）
- サントリー ストロングゼロ「スタイリッシュ花一匁」（沢村一樹/照英出演）
- 久光製薬アレグラFX「ちがうよ、チネラー」（大野智/知念侑李出演）
- TIS INTEC Group「魔人登場」（千葉雄大/古田新太出演）
- キッコーマン デルモンテ リコピンリッチ「リッチ革命おこせるモンテ・キレイのごちそうだって」（滝沢カレン出演）
- サントリー ストロングゼロ「ギネス世界記録売上No.1チューハイ」（天海祐希出演）
- 花王ピュオーラGRAN「未来マツコからの教示」（マツコ・デラックス出演）
- TIS INTEC Group「IT魔人、ペイメント」（千葉雄大/古田新太出演）
- アサヒグループ食品 1本満足バー プロテイン（アニメ）、シリアル「若者もマンゾク」（草彅剛/CHAI出演）
- 久光製薬アレグラFX「アレグラ人遭遇・よゆーなワタシ」（神宮寺勇太/知念侑李/吉高由里子出演）
- TIS INTEC Group「マルっと事務処理」（千葉雄大/古田新太/川口春奈出演）
- 花王ピュオーラ「ペーストマツコのお出まし」（マツコ・デラックス出演）
- リクルート タウンワーク「イカダ」「アジト」「吊り橋」「白亜紀」「氷河期」「巣」「惑星」「宇宙船」（木村拓哉/芦田愛菜出演）
- ジャパネットたかた　企業（国分太一出演）

### 映画
- 8月の約束（1995年、ダンカン主演） ※初監督作品、ゆうばり国際冒険ファンタスティック映画祭ビデオ部門グランプリ受賞
- 鮫肌男と桃尻女（1999年、望月峯太郎原作、浅野忠信主演）
- PARTY7（2000年、永瀬正敏主演）
- キューティーハニー（2004年）特報演出
- 茶の味（2004年） - カンヌ映画祭監督週間オープニング作品
- ナイスの森〜The First Contact〜（2006年、石井克人×三木俊一郎×ANIKI監督、寺島進・浅野忠信ほか出演）
- 山のあなた〜徳市の恋〜（2008年、草彅剛主演）
- そらそい（2008年） - 石井克人×三木俊一郎×オースミユーカ監督
- スマグラー -おまえの未来を運べ-（2010年、妻夫木聡主演）
- ハロー!純一（2014年、満島ひかり主演） - 監督・脚本・企画プロデュース
- ガメラ生誕50周年記念映像『GAMERA』（2015年10月、KADOKAWA）[2]
- その消失、（2022年）- エグゼクティブプロデューサー

### 劇場アニメ
- NEW HAL＆BONS／ニューハル＆ボンス（2006年） - 監督・原作・出演
- REDLINE（2010年） - 原作・脚本・音響監督
- SHORT PEACE「GAMBO」（2013年） - 原案・脚本・クリエイティブディレクター
- LUPIN THE IIIRDシリーズ - クリエイティブ・アドバイサー
  - LUPIN THE IIIRD 次元大介の墓標（2014年）
  - LUPIN THE IIIRD 血煙の石川五ェ門（2017年）
  - LUPIN THE IIIRD 峰不二子の嘘（2019年）
  - LUPIN THE IIIRD THE MOVIE 不死身の血族（2025年）

### テレビドラマ
- 世にも奇妙な物語 SMAPの特別編「BLACK ROOM」（2001年1月1日、フジテレビ、木村拓哉主演） - 脚本・演出
- SMAP×SMAP特別編「Smap Short Films『MUSIC POWER GO! GO!〜ダモン君の巻』」（2001年4月9日、関西テレビ・フジテレビ、草彅剛・香取慎吾主演） - 脚本・監督
- 東野圭吾ミステリーズ 第6話「シャレードがいっぱい」（2012年8月16日、フジテレビ、長澤まさみ主演） - 脚本（共同脚本）・演出
- 世にも奇妙な物語 2013年 秋の特別編「水を預かる」（2013年10月12日、フジテレビ、香取慎吾主演） - 演出

### オリジナルビデオ
- FROG RIVER（2001年、加瀬亮主演、尾野真千子出演） - 原案

### 配信映画
- filmbum ORIGINAL「ノリオカワークショップ」（2022年6月1日） - 監督・脚本 ※短編映画

### 配信ドラマ
- いちごゼミナール（2009年5月、LISMOオリジナルドラマ） - 監督・脚本（菊地凛子・南明奈出演）

### 配信アニメ
- LUPIN THE IIIRD 銭形と2人のルパン（2025年6月20日、Prime Videoほか） - クリエイティブ・アドバイザー

### ミュージック・ビデオ
- SMAP「FLY」（1999年6月） ショートムービー『BIRD MAN FLY』 - 監督 ※ライブビデオ「LIVE BIRDMAN」初回限定版に収録

### テレビアニメ
- ピロッポ（2001年10月11日 - 2002年3月21日、フジテレビ） - キャラクターデザイン・美術設定・脚本・総監督

### OVA
- Grashoppa!DVDマガジン（2001年 - 2002年）
  - ハル&ボンス - 監督・脚本・出演
  - TRAVA FIST PLANET - 監督（共同監督）・脚本
- がんちゃんの冒険（2011年、公益財団法人日本対がん協会） - 演出・ナレーション ※がん教育DVD

### 配信アニメ
- ホクロ兄弟 フルスロットル!!!! 全7話（2007年3月2日、Yahoo!動画） - 監督・脚本

### 出演作
- キューティーハニー（2003年）
- ハル&ボンス（2001年 - 2002年） - ハル ※DVDマガジン「Grasshoppa!」シリーズに収録
  - ニュー ハル&ボンス（2007年） - ハル
- 映画の達人（2008年）

### 著書
- ためにならない映画の教科書（マーブルブックス、2004年7月1日）
- ぼくのかみさまありがとう（文芸社、2011年4月1日） - 文：石井紀子、イラスト：石井克人・潤二

- 配信漫画（2023年9月22日）
  - 人類最強は誰？と君が言ったから6月5日は決闘記念日。
  - 異星人からのプレゼント
  - DANCING POWER GO!! GO!! 新しい世界。の巻 - 「Smap Short Films『MUSIC POWER GO! GO!〜ダモン君の巻』」関連作

### その他
- 1999年 - テレビ東京35周年キャンペーンキャラクター「テレトーロボ」デザイン
- 2018年10月〜ツイッター小説TRPC5「フフフフーリンデイズ」

## 賞
- 鮫肌男と桃尻女
  - 第14回 高崎映画祭 若手監督グランプリ
- 茶の味
  - アントレヴュ国際映画祭 最優秀外国語映画賞・観客賞（2004年）
  - 第37回 シッチェス・カタロニア国際映画祭 Orient Express Casa Asia部門特別賞（2004年）
  - ハワイ国際映画祭 最優秀作品賞（2004年）
- モンスターブラックス 逆襲 篇（キリンレモンブラック）
  - 第11回 オランダ・アニメーション国際映画祭・ベストCM賞